# Frillensee (Inzell)
Der Frillensee ist ein See in den Chiemgauer Alpen auf dem Gebiet der Gemeinde Inzell im bayerischen Landkreis Traunstein.

## Beschreibung
Der Frillensee liegt etwa 5 km östlich der Ortsmitte von Inzell am Nordfuß des Zwiesel auf 922 m ü. NHN in einem Talendkessel unter dessen Dunkelwand. Er ist von Südost nach Nordwest 340 m lang, 130 m breit, hat eine Fläche von 4,3 ha und ist bis zu 7,5 m tief.
Er hat wenigstens zwei unter 300 Meter lange Zuflüsse, darunter den Abfluss des Goldnen Brünndls im Südosten, das an der Spitze einer Murzunge vom Zennokopf des Zwiesels herab entspringt. Unter einem Steg an der Nordwestspitze fließt der Frillenseebach aus, der über den Großwaldbach in die Rote Traun entwässert.
Der Frillensee gilt als der kälteste See in Mitteleuropa und hat oft schon im November eine tragfähige Eisdecke. Er friert nicht wie üblich vom Rand her, sondern von der Mitte aus zu.
An den Ufern des Sees steht überwiegend Wald, im Nordwesten aber schließt sich ein Hochmoor mit einer vielfältigen Flora an, weshalb der See und seine Umgebung unter Landschaftsschutz stehen. In der Lichtung am Nordwestufer befindet sich die aufgelassene Gaßlalm auf einem verlandeten Seeteil.

## Tourismus
Der von einem Waldweg fast umschlossene See ist zu Fuß oder mit dem Fahrrad zu erreichen. Der nächste Parkplatz liegt etwa anderthalb Kilometer nordwestlich des Sees beim Forsthaus Adlgass auf ca. 800 m ü. NN, nahe dem Ortsteil Einsiedl der Gemeinde Inzell, von wo aus der See zu Fuß in rund 45 Minuten zu erreichen ist. Für Familien mit Kindern eignet sich besonders der Bergwald-Erlebnispfad zum See, bei welchem spielerisch die Natur erkundet werden kann, z. B. durch Baumtelefon, bestimmen von Bäumen, Informationstafeln über Forstwirtschaft, Hütten und mehr.

## Entstehung
Der Frillensee ist ein Glazialsee, der durch das Abschmelzen der Gletscher seit der letzten Eiszeit entstand. Ursprünglich war der See etwa 800 m lang. Heute ist er nur noch 340 m lang, geht jedoch am Ufer in Moore und Feuchtwiesen über.
Im 19. Jahrhundert wurde der See als Forellen-See bezeichnet.

## Nutzung für den Eissport
In der Vergangenheit war der See Schauplatz von Sportveranstaltungen wie Eisschnelllauf und Eishockey. Der lokale Eishockeyclub DEC Frillensee Inzell trägt daher den Namen des Sees. Am 23./24. Januar 1960 wurde die Bayerische und Deutsche Meisterschaft im Eisschnelllauf ausgetragen. Deutsche Meister wurden dort Josef Biebl und Günter Traub. Eisschützen trugen ebenfalls Wettkämpfe am Frillensee aus.
Seit 1963 gibt es im Ort Inzell eine Kunsteisbahn, der Frillensee wird wegen der harten Witterungsbedingungen nicht mehr zu Wettkämpfen genutzt.